# Municipio de Cravens
El municipio de Cravens (en inglés: Cravens Township) es un municipio ubicado en el condado de Franklin en el estado estadounidense de Arkansas. En el año 2010 tenía una población de 237 habitantes y una densidad poblacional de 6,5 personas por km².

## Geografía
El municipio de Cravens se encuentra ubicado en las coordenadas 35°32′51″N 93°54′7″O / 35.54750, -93.90194. Según la Oficina del Censo de los Estados Unidos, el municipio tiene una superficie total de 36.45 km², de la cual 36,45 km² corresponden a tierra firme y (0 %) 0 km² es agua.

## Demografía
Según el censo de 2010, había 237 personas residiendo en el municipio de Cravens. La densidad de población era de 6,5 hab./km². De los 237 habitantes, el municipio de Cravens estaba compuesto por el 91,14 % blancos, el 0,84 % eran amerindios, el 3,8 % eran asiáticos, el 1,27 % eran de otras razas y el 2,95 % eran de una mezcla de razas. Del total de la población el 4,64 % eran hispanos o latinos de cualquier raza.